# 군산시·김제시·부안군 을
군산시·김제시·부안군 을은 대한민국의 국회의원 선거구이다. 전북특별자치도 군산시의 일부 지역과 김제시 전 지역, 부안군 전 지역을 관할한다. 현 지역구 국회의원은 더불어민주당의 이원택이다.

## 역사
제22대 국회의원 선거를 앞두고 선거구 개편이 일어나면서 군산시 회현면, 대야면이 기존의 김제시·부안군 선거구에 편입됨에 따라 신설되었다.

## 관할 구역
| 대수  | 관할 구역                                     |
| ----- | --------------------------------------------- |
| 22대~ | 군산시 회현면, 대야면 김제시 일원 부안군 일원 |

## 역대 국회의원
| 선거   | 정당 | 정당         | 의원   |
| ------ | ---- | ------------ | ------ |
| 2024년 |      | 더불어민주당 | 이원택 |

## 역대 선거 결과

### 대한민국 제22대 국회의원 선거
|  | 86.63% |

|  | 9.57% |

|  | 3.79% |

## 같이 보기
- 군산시의 국회의원
- 김제시의 국회의원
- 부안군의 국회의원